# Catherine Capdevielle

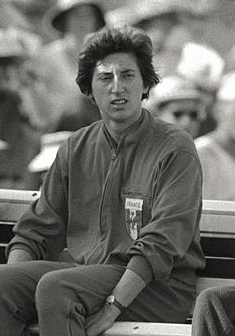
Catherine Capdevielle bei den Olympischen Spielen 1960

Catherine Capdevielle (* 2. September 1938 in Agnos, Département Pyrénées-Atlantiques) ist eine ehemalige französische Sprinterin.
Bei den Olympischen Spielen 1956 in Melbourne erreichte sie über 100 m das Halbfinale und schied in der 4-mal-100-Meter-Staffel im Vorlauf aus.
1958 gelangte sie bei den Leichtathletik-Europameisterschaften in Stockholm über 100 m ins Halbfinale und wurde in der 4-mal-100-Meter-Staffel mit der französischen Mannschaft im Vorlauf disqualifiziert. 1959 gewann sie bei der Universiade Bronze über 100 m.
Bei den Olympischen Spielen 1960 in Rom wurde sie über 100 m Fünfte und erreichte über 200 m das Halbfinale.
Viermal wurde sie Französische Meisterin über 100 m (1955, 1956, 1958, 1960) und einmal über 200 m (1960).

## Persönliche Bestzeiten
- 100 m: 11,4 s, 21. August 1960, Koblenz
- 200 m: 23,7 s, 26. Juni 1960, Kopenhagen